# Ana Navas
Ana Navas (1984, Quito, Ecuador) is een Ecuadoraanse multidisciplinaire kunstenaar, werkend in Rotterdam. Haar installaties bestaan vaak uit schilderijen, objecten, assemblages en videowerk. 

## Opleiding en werk
Navas studeerde van 2004 tot 2011 aan de Staatliche Akademie der Bildenden Künste in Karlsruhe. Van 2012 tot 2014 nam ze deel aan het residentieprogramma van De Ateliers in Amsterdam. Daarop volgden meer residenties, waarvan de laatste (2024) een verblijf in een van de atelier van Lab Pastoe (behorend tot de Hoge School voor de Kunsten Utrecht).
Een rode draad in haar werk is haar fascinatie voor hoe details en motieven in de beeldcultuur zich voortdurend tussen verschillende genres en tijdperken verplaatsen. Zelf beschrijft Navas haar studie naar verplaatsingen en veranderingsprocessen als volgt: “Ik zie mijn praktijk als een zoektocht achter de sporen van de stamboom van een object. Hoe zien 'voorouders' eruit, welke invloeden heeft het object ondergaan en in welke nieuwe contexten zou het opnieuw kunnen verschijnen?” Werkend vanuit deze thematiek creëert Navas kunst die gaat over nabootsing, toe-eigening, vrouwelijkheid, machtsstructuren en stereotype identiteiten. Bij het bestuderen van kunst, design en architectuur – ze doet graag archiefonderzoek – verdiept ze zich in beelden die de eigen verlangens, taboes en ideeën weerspiegelen, vooral in relatie tot ‘het vreemde’ en ‘de ander’.
Uit het haar werken getoond in solo- en groepstentoonstellingen in binnen- en buitenland sinds 2014 blijkt dat Navas zich steeds nieuwe technieken eigen maakt.

## Tentoonstellingen
In 2024 presenteerde De Oude Kerk in Amsterdam Ana Navas: A Veil as a Glaze, met glascollages die technisch verwant zijn aan brandschilderen. De getoonde werken in De Oude Kerk waren ‘getransformeerde gedaanten’ van voorwerpen en motieven die hun oorsprong vonden in de geschiedenis van De Oude Kerk. Dit is typerend voor de benadering van haar werk dat zowel historisch als fantasierijk is.
Dat Navas via haar speelse werken erin slaagt om kritische vragen te stellen, blijkt uit Navas’ serie Excuses. Excuses werd in 2023 in het Stedelijk getoond als onderdeel van When Things Are Beings, een groepstentoonstelling in 2023 rondom de Gemeentelijke Kunstaankopen, tweejaarlijks georganiseerd met financiële steun van de gemeente Amsterdam. Op een plateau stonden vier sculpturen naast elkaar. Hun oorspronkelijke vorm was nog herkenbaar: een kledingrek, droogrek, strijkplank en schildersezel. De huishoudelijke voorwerpen waren getransformeerd dankzij door Navas gecreëerde kostuums; een omhulsel van verf, textiel en keramiek had de alledaagse gebruiksartikelen in ‘hoge’ kunst veranderd. Navas had zich daarbij werk van Barbara Hepworth toegeëigend. Vragen die vanuit de serie Excuses gesteld kunnen worden, hebben betrekking op de museumcollectie. Ze gaan over de relatie tussen vorm en functie, tussen originele en getransformeerde objecten, verschillen tussen ‘hoge kunst’ en ‘populaire cultuur’, toe-eigening van kunst en waardesystemen die aan de basis van collectievorming liggen.